# The Cad and the Hat
«The Cad and the Hat» (с англ. — «Хам и шляпа») — четырнадцатый эпизод двадцать восьмого сезона мультсериала Симпсоны, и 611-й эпизод сериала. Он вышел в эфир в США на канале Fox 19 февраля 2017 года.

## Сюжет
Барт и Лиза рассказывают историю о том, как Лиза купила новую шляпку. Барт сказал Лизе, что он стесняется рассказывать такую историю, но Лиза сказала ему, чтобы он не стеснялся.
Однажды семья Симпсонов поехала на пляж. Барт приобретает для себя временную татуировку, доказав всем, что он плохой парень. Тем временем Лиза покупает новую шляпку и говорит Гомеру и Мардж, что со шляпкой она самая красивая девочка в городе.
Ночью, когда все спали, Барт снимает с Лизы новую шляпку и выкидывает её, но его начинает мучить совесть. Утром Лиза обнаруживает, что её шляпа потерялась, и она идёт на пляж покупать новую шляпку, но продавец говорит ей, что такие же шляпки, которую купила Лиза, закончились. Она начинает расстраиваться из-за того, что её новая шляпа потерялась. Барт не выдерживает её страдания и говорит ей, что он выкинул шляпу. Не успел он договорить, как Лиза прощает его, после того, как её настроение повысилось за правду.

## Культурные отсылки
- Название серии является пародией на название фильма «The Cat in the Hat» («Кот в шляпе»).